# Шишов Ігор Іванович
Шишов Ігор Іванович (21 вересня 1923, Москва, РРФСР — 4 липня 2005) — радянський кінорежисер і сценарист.
Учасник Німецько-радянської війни.
Закінчив ВДІК (1959). Разом з Р. Вікторовим поставив на Одеській кіностудії фільм «На зеленій землі моїй» (1958) — дипломна робота.
З 1966 року — режисер кіностудії «Білорусьфільм». Автор і співавтор сценаріїв ряду науково-популярних, документальних та навчальних фільмів. Постановник картин: «День приїзду — день від'їзду» (1966, к/м), «Золотий ґанок» (1972).